# رانی راسوت
رانی راسوت (انگلیسی: Ranny Rassvet) یک شهرک در شهرستان استرلیتاماکسکی استان باشقیرستان کشور روسیه است.